# Sigsbeia
Sigsbeia is een geslacht van slangsterren uit de familie Hemieuryalidae. De wetenschappelijke naam van het geslacht werd in 1878 voorgesteld door Theodore Lyman. In de protoloog plaatste hij in het geslacht als enige soort de eveneens nieuw door hem beschreven en boemde Sigsbeia murrhina, die daarmee automatisch de typesoort werd.

## Soorten
- Sigsbeia conifera Koehler, 1914
- Sigsbeia laevis Ziesenhenne, 1940
- Sigsbeia lineata Lütken & Mortensen, 1899
- Sigsbeia murrhina Lyman, 1878
- Sigsbeia oloughlini O'Hara & Harding, 2014